# دانشگاه می‌سی‌سی‌پی جنوبی
دانشگاه می‌سی‌سی‌پی جنوبی (انگلیسی: University of Southern Mississippi) یک دانشگاه تحقیقاتی دولتی است. دانشگاه پژوهشی با پردیس اصلی آن واقع در هتیزبرگ، میسیسیپی است. این دانشگاه توسط انجمن کالج‌ها و مدارس جنوبی برای اعطای مدرک دانشگاهی کارشناسی، کارشناسی ارشد، متخصص، و دکترا معتبر است.